# Хіей (лінійний крейсер)
«Хіей»(яп. 比叡, ひえい) — лінійний крейсер японського імператорського флоту, другий корабель типу «Конґо». Після двох великих модернізацій був перекласифікований у лінійний корабель. Брав у часть в бойових діях Першої та Другої світових воєн. Затоплений есмінцями ВМС Японії після морської битви за Гуадалканал 14 листопада 1942 року внаслідок отриманих важких пошкоджень під час бою.

## Історія створення

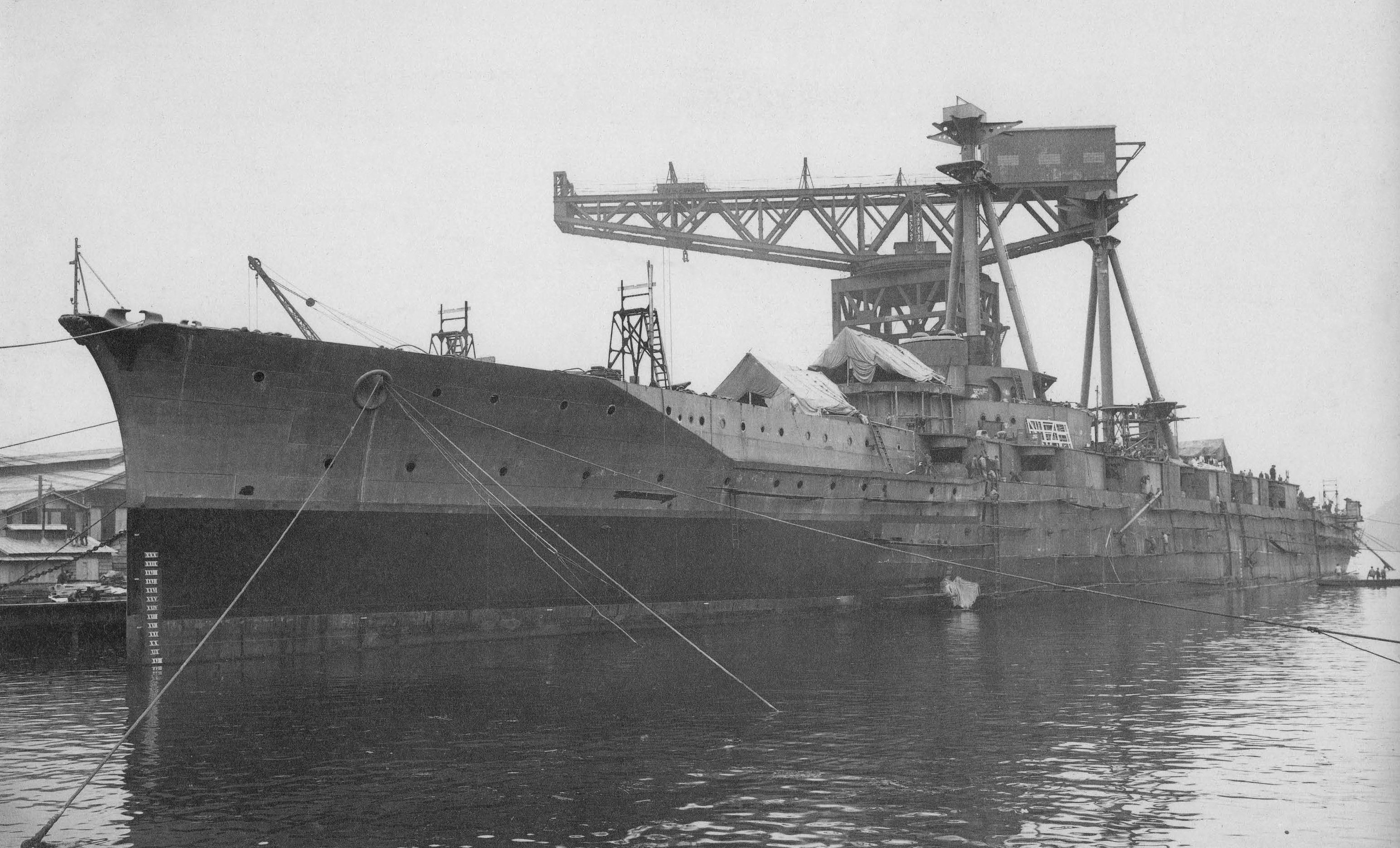
«Хіей» в корабельні Йокосуки під час добудови на плаву

Проєктування перших лінійних крейсерів в Японії розпочалось ще в 1908 році. Всі роботи велися силами Морського технічного департаменту, а орієнтиром для розробників слугували офіційно оголошені характеристики першого британського лінійного крейсера «Інвінсібл» (Invincible). Відповідно до цього корабель повинен був мати водотоннажність 18 650 тонн, швидкість 25 вузлів і головний калібр з чотирьох 305-мм і восьми 254-мм гармат. Після того, як стали відомі справжні характеристики британського корабля, проєкт був змінений. Тепер майбутній «Конґо» повинен був мати водотоннажність 18750 тонн, швидкість 26,5 вузлів і однорідний головний калібр з десяти 305-мм гармат. Перший корабель серії передбачалося закласти в 1911 році. Тим часом, британці не зупинялися на досягнутому і заклали лінійний крейсер «Лайон» (Lion) в порівнянні з яким всі проєкти японців виглядали дуже слабкими.
У ситуації, що склалася, японський флот звернувся до британської фірми «Віккерс» з проханням про розробку проєкту за умови побудови головного корабля на британських корабельнях. Проєкт був розроблений під керівництвом британського кораблебудівника Джорджа Терстона (Georges Thurston), який створив проєкт близький до новітнього британського лінійного крейсера «Тайґер» (Tiger). Незабаром після закладки головного «Конґо» між Японією та «Віккерсом» був укладений контракт, що передбачав передачу основних технологій.
Після отримання всієї документації, 4 листопада 1911 року на стапелях військово-морської корабельні в Йокосуці було закладено другий корабель типу «Конґо». Корпус лінійного крейсера «Хіей» був спущений на воду 21 листопада 1912 року, і після добудови на плаву корабель було введено в експлуатацію в серпні 1914 року.

## Історія служби

### Початок служби
Після введення в експлуатацію «Хіей» закріплюють за воєнним округом в Сасебо і включають до складу Третьої дивізії лінкорів Першого флоту 23 серпня 1914 року. Після оголошення війни Німецькій імперії, Японія займає німецькі колонії в Палау, на Каролінських, Маршаллових й Маріанських островах. Для підтримки японської імператорської армії під час облоги Циндао «Хіей» та «Конґо» залишають Сасебо на початку жовтня 1914 року, але 17 жовтря кораблі були відізвані. 3 жовтня 1915 року «Хіей» разом із «Конґо» брали участь в навчальних стрільбах, в ході яких вогнем головного калібру кораблі затопили колишній російський броненосець «Імператор Микола І»,що був переобладнаний японцями в корабель-мішень. В квітні 1916 року лінійний крейсер займався патрулюванням разом з однотипними «Кірішімою» та «Харуною».
13 жовтня 1920 року «Хіей» переводять в резерв. В період з жовтня по листопад 1927 року корабель проходить незначну модернізацію, під час якої на нього встановили два гідролітаки Yokosuka E1Y, однак все одно не встановлено катапульту. В жовтні 1929 року «Хіей» прибуває в Куре, де починається підготовка до його демілітаризації та перебудови в навчальний корабель.

### Демілітаризація

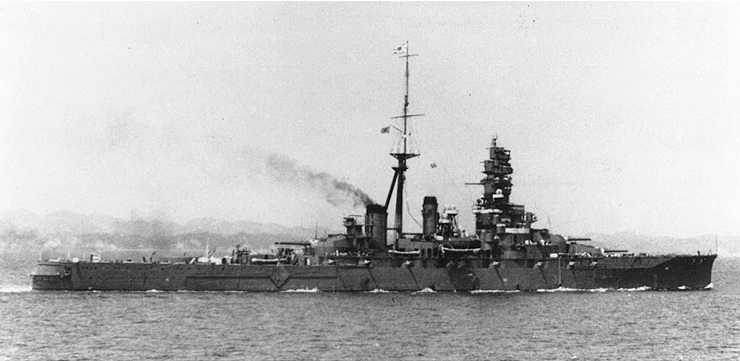
Навчальний корабель «Хіей»

Відповідно до умов Вашингтонського договору «Хіей» підлягав списанню та утилізації. Аби запобігти цьому, японське командування вирішило провести демілітаризацію лінійного крейсера та перетворити його у навчальний корабель.
15 жовтня 1929 року «Хіей» поставили до сухого доку в Куре. Демонтажу підлягали кормові башти головного калібру, торпедні апарати, 152-мм гармати та броневий пояс. Більша частина котлів була демонтована, і як наслідок, швидкість корабля впала до 18 вузлів (33 км/год).. Після підписання Лондонського морського договору 24 квітня 1930 року, що накладав іще більші обмеження на володіння флотом морськими державами, реконструкція призупинилась.
У вересні 1931 року відбувається вторгнення підрозділів японської армії в китайську провінцію Маньчжурію, яку згодом Японія перетворює на маріонеткову державу Маньчжоу-Ґо. Постановою від 25 лютого 1933 року Ліга Націй приймає рішення про те, що Японія порушила суверенітет Китаю. Відмовляючись визнати подібне рішення, Японія виходить із Ліги Націй, Вашингтонського та Лондонського морських договорів. Не зв'язана обменнями, Японія починає повномасштабну реконструкцію своїх військово-морських сил. З кінця травня по 13 серпня 1933 року «Хіей» проходить модернізацію, що дозволила лінкору виконувати бойові задачі для імператорського флоту. В грудні 1935 року «Хіей» слугував кораблем для офіційного візиту імператора Японії в префектури Каґошіма та Міядзакі.

### Реконструкція в швидкохідний лінкор
У 1937 році Імператорський флот Японії розпочав реконструкцію «Хіей» за тим же принципом, що і однотипних з ним кораблів. Корабель отримав вісім нових нафтових котлів «Кампон» і турбіни з редуктором, а його корпус в кормовій частині було подовжено на 7,9 м для збільшення швидкості. На «Хіей» було повернуто демонтовану раніше 356-мм башту головного калібру і всі чотири башти отримали нові системи управління вогнем артилерії головного калібру Тип 97. Також було підвищено кути вертикального наведення артилерії ГК та допоміжної артилерії. Крім цього, «Хіей» оснастили трьома розвідувальними літаками Nakajima E8N та Kawanishi E7K. З цією метою на кормовій башті № 3 були встановлені катапульти та пускові рейки. Було підсилено і зенітну артилерію корабля. Було встановлено 8 спарених 127-мм зенітних гармат та 20 спарених 25-мм автоматичних зенітних гармат Тип 96. Носову надбудову було перебудовано як прототип надбудови лінійних кораблях типу «Ямато», які тоді ще знаходились на стадії проєктування.

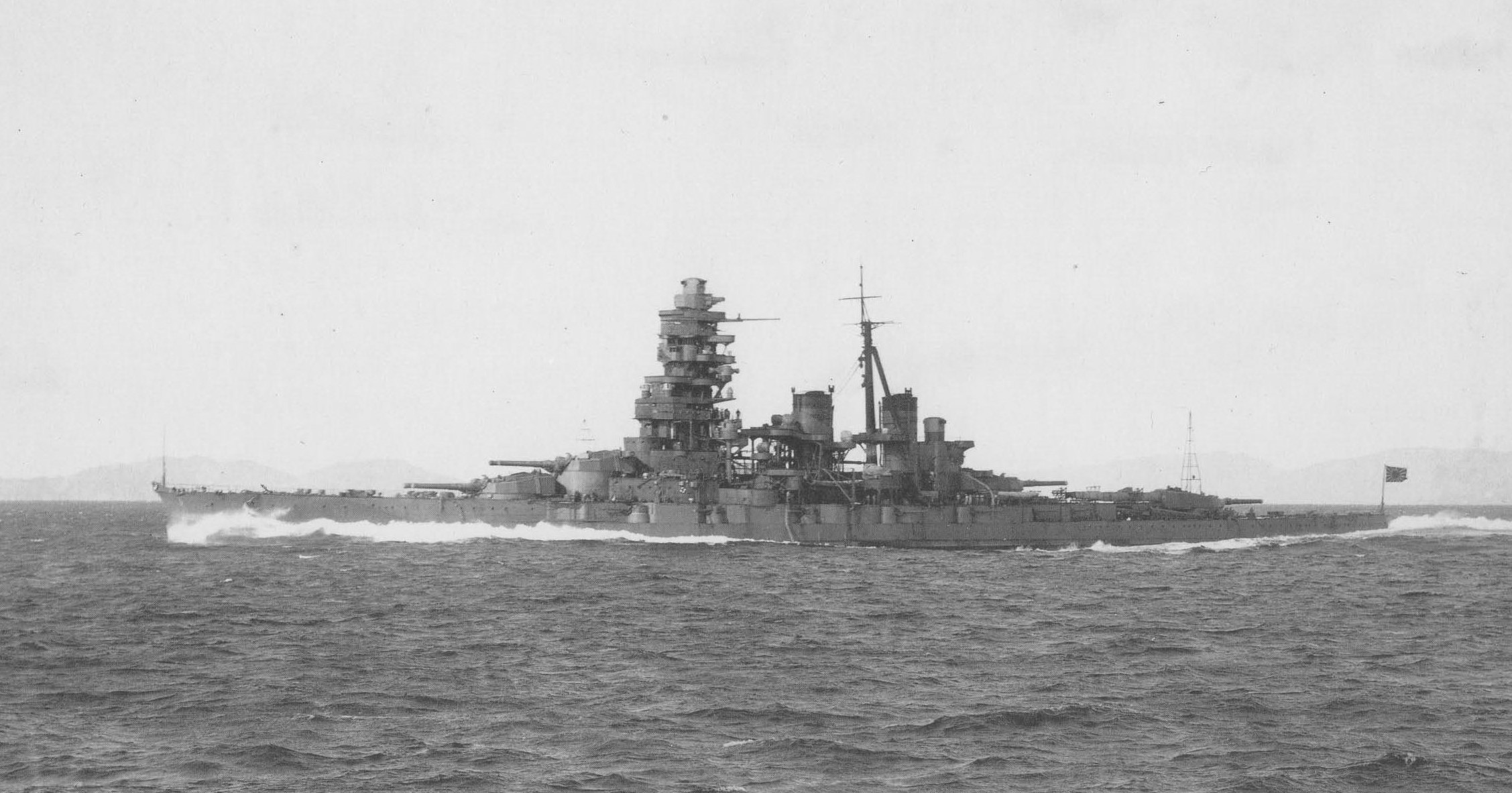
«Хіей» під час ходових випробувань після другої модернізації, 5 грудня 1940 року

Бронювання «Хіей» також було модернізовано. Головний пояс корабля тепер мав однакову товщину в 203 мм по всій протяжності (до модернізації бронювання головного поясу варіювалось від 152 до 203 мм). Бронювання башт було доведено до 229 мм, палуби до 102 мм. Броня навколо її магазинів боєприпасів також була зміцнена під час ремонту. Хоча все ще  «Хіей» був менш броньованим, ніж інші японські броненосці, корабель був значно швидшим. Реконструкцію було завершено 31 січня 1940 року. Незважаючи на значне збільшення маси та габаритів корабля, швидкість «Хіей» збільшилась до 30,5 вузлів (56 км/год), також збільшилась і водотоннажність, внаслідок чого «Хіей», як і інші кораблі типу, перекваліфікували в швидкохідний лінкор. У жовтні 1940 року корабель брав участь в огляді імператорського флоту, де його оглянули імператор Хірохіто, члени королівської родини, міністр ВМС Кошіро Ойкава та адмірал Ісороку Ямамото. У листопаді «Хіей» був призначений до третьої дивізії лінкорів Першого флоту.

### Друга світова війна
26 листопада 1941 року «Хіей» разом з лінкором «Кірішіма» та шістьма авіаносцями Першого повітряного флоту («Акаґі», «Каґа», «Хірю», «Сорю», «Шьокаку» та «Дзуйкаку») залишилу бухту Хітокаппу на Курильських островах під командуванням віце-адмірала Чюїчі Наґумо. 7 грудня літаки з авіаносців атакували Тихоокеанський флот Сполучених Штатів Америки на його базі в Перл-Гарборі, потопивши 4 лінкори ВМС США та інші кораблі. Після нападу на Перл-Гарбор та оголошення війни Сполученим Штатам Хіей повернувся до Японії.
17 січня 1942 року «Хіей» вирушив з військово-морської бази лагуни Трук з Третьою дивізією лінкорів для підтримки авіаносців у атаках на Рабаул та Кавіенг.
27 травня 1942 року «Хіей» входить до складу з'єднання адмірала Нобутаке Кондо, до якого ще входили однотипний «Конґо» та важкі крейсери «Атаґо», «Чьокай», «Мьоко» і «Хаґуро», для участі в битві за Мідвей. Після поразки в битві, 4 червня 1942 року корабель іде до Японії, де був поставлений до сухого доку для проведення ремонту та переобладнання.

## Загибель

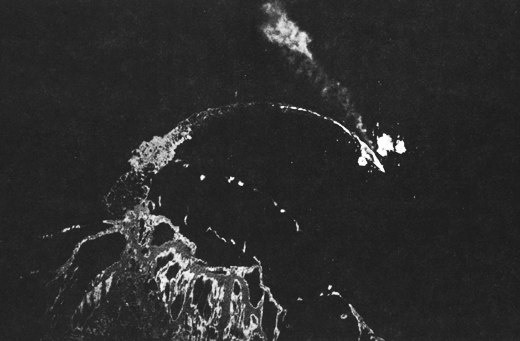
«Хіей» під вогнем американської авіації 13 листопада 1942 року

10 листопада 1942 року «Хіей» разом однотипним лінкором «Кірішіма» та одинадцятьма есмінцями відправляється в Трук для обстрілу американських позицій біля Хендерсон-Філд під командуванням контр-адмірала Хіроакі Абе. Контр-адмірал ВМС США Деніел Джадсон Каллаган відправляє на перехоплення з'єднання японців два важких і три легких крейсери та вісім есмінців.
О 01:25 13 листопада 1942 року легкий крейсер «Гелена» виявляє японське з'єднання на відстані в 26 км. О 01:50 «Хіей» та есмінець «Акідзукі» вмикають прожектори і вивляють на близькі відстні від себе крейсер ПВО «Атланта», по якому практично одразу ж відкривають вогонь та виводять його із ладу. О 01:55 «Хіей» атакують американські есмінці «Лаффі» і «Кашінг», випустивши у сумі 11 торпед, одна з яких влучає в лінкор. Решта торпед минують «Хіей» або влучать в борт, не розірвавшись, оскільки через надто близьку відстань не встигають встати на бойовий взвод. Після цього «Лаффі» підходить майже впритул до борту «Хіея», острілюючи корабель із зеніних кулеметів та автоматів, при цьому було поранено контр-адмірала Хіроакі Абе та вбито начальника його штабу капітана 1 рангу Судзукі. Невдовзі «Хіей» топить американський есмінець.
Через деякий час по кораблю відкривають вогонь важкі крейсери «Сан-Франциско» та «Портленд». В «Хіей» влучає близько тридцяти 203-мм снарядів, які спочаку не завдали суттєвих поскоджень, однак один із снарядів виводить із ладу управвління стерном в румпельному відділенні. Перо стерна в цей час знадилось в положенні «Право на борт». О 02:00 Абе наказує реші кораблів з'єднання відступати.
О 06:15 «Хіей» зазнає авіанальоту торпедоносців «Евенджер». В корабель, що описував циркуляцію через заклинене стерно на швидкості в 5 вузлів, влучають одна бомба та декілька торпед, через що збільшується надходження води, однак «Хіей» залишається на плаву.
О 08:15 Абе здійснює спробу буксирування корабля в безпечне місце за допомогою лінкора «Кірішіма», однак через заклилнене стерно та збільшення надходження води було швидко відкинуто цю ідею.
Протягом всього дня «Хіей» зазнає атак американської авіації. За цей час корабель зазнає шести бомбових влучань і близько п'яти влучань торпедами. Зрозумівши безвихідність ситуації, капітан 1 рангу НІшіда віддає наказ екіпажу залишити корабель. Після евакуації екіпажу, есмінці, що супроводжували лінкор, здійснили торпедний залп. «Хіей» затонув надвечір 14 листопада 1942 року, втративши 188 членів екіпажу і ставши першим затопленим японським лінкором у Другій світовій війні. 20 грудня 1942 корабель було викреслено зі списків флоту

## Виявлення останків корабля
Затоплений лінкор було виявлено на початку 2018 року японськими дослідниками при вивченні морського дна в районі затоплення за допомогою гідролокатора .
31 січня 2019 експедиція, яка базувалась на науково-дослідному судні Petrel (фінансування експедиції здійснювалося фондом Пола Аллена), повідомила про ідентифікацію раніше виявлених уламків як останків лінійного корабля «Хіей». Вивчення уламків було проведено за допомогою глибоководних автономних дистанційно керованих апаратів (ROV, Remotely Operated underwater Vehicle). Останки знаходяться на глибині 985 метрів в Соломоновому морі на північний захід від острова Саво (9°0'0"N 158°59'59"E) і являють собою частину корпусу довжиною близько 150 метрів, що лежить на дні вгору кілем . Носова частина корабля довжиною близько 70 метрів повністю втрачена і не виявлена. Імовірно, вона була відірвана внаслідок детонації погребів боєзапасу носових веж гармат головного калібру . Згідно із заявою Пола Маєра, провідного дослідника експедиції, на відстані близько 7,5 кілометрів від уламків Hiei, знаходяться останки однотипного з ним лінкора «Кірішіма», що затонув наступного дня (15 листопада 1942 року) в цьому ж районі .